# فرودگاه فلسلند برگن
فرودگاه فلسلند برگن (به انگلیسی: Bergen Airport, Flesland) (به زبان بومی: Bergen lufthavn, Flesland) یک فرودگاه همگانی مسافربری با کد یاتا BGO است که یک باند فرود آسفالت و بتن دارد و طول باند آن ۲۹۹۰ متر است. این فرودگاه در شهر برگن کشور نروژ قرار دارد و در ارتفاع ۵۰ متری از سطح دریا واقع شده‌است.

## شرکت‌های هواپیمایی و مقصدهای پروازی
| شرکت‌های هواپیمایی                                     | مقصدهای پروازی | Terminal |
| ----------------------------------------------------- | --- | -------- |
| ایجین ایرلاینز                                        | فصلی: آتن | ۲        |
| آتلانتیک ایرویز                                       | واگار | ۲        |
| برگن ایر ترانسپورت                                    | توون ناتودن، سومبرگ | ۱        |
| بریتیش ایرویز                                         | هیترو لندن (پایان در ۲۸ اکتبر ۲۰۱۷) | 2        |
| بریتیش ایرویز اجرا توسط سان-ایر اسکاندیناوی           | بیلاند | ۲        |
| فن‌ایر                                                 | فصلی: هلسینکی، استکهلم-آرلاندا | ۲        |
| فلای‌بی اجرا توسط Loganair                             | فصلی: ادینبرو، گلاسگو، اینورنس، کرکوال، سومبرگ (all end ۳۱ اوت ۲۰۱۷) | ۲        |
| ایسلندایر                                             | کفلاویک1 | 2        |
| کاال‌ام                                                | اسخیپول آمستردام | ۲        |
| Loganair                                              | فصلی: ادینبرو، گلاسگو، اینورنس، کرکوال، سومبرگ (all start ۱ سپتامبر ۲۰۱۷) | ۲        |
| نروجین ایر شاتل                                       | گاردرموئن اسلو، سولا استاوانگر، ورنس تروندهایم فصلی: هارستاد/نارویک اونس | ۱        |
| نروجین ایر شاتل                                       | آلیکانته-الچه، برلین شونفلد، کپنهاگ، گرن کناریا، جان پل دوم کراکوف-بالیس، گاتویک، مالاگا، پراگ رازیون، استکهلم-آرلاندا فصلی: آنتالیا، بارسلونا-ال پرات، بورگاس، کاتانیا-فونتاناروسا، خانیا، دالامان، دوبروونیک، لانزاروته، پالما د مایورکا، مورسیا-سان یاویر، نیس کوت دازور، اورلی، کفلاویک، لئوناردو دا وینچی-فیومیچینو، زالتسبورگ، اسپلیت، تنریف جنوبی | ۲        |
| نروجین ایر شاتل اجرا توسط Norwegian Air International | فصلی: استیوارت،تی.اف. گرین | ۲        |
| پریمرا ایر                                            | چارتر فصلی: بیلاند، کریستیانو رونالدو | ۲        |
| RusLine                                               | پالکوو | 2        |
| هواپیمایی اسکاندیناوی                                 | ویگرا آلسوند، کریستیان‌ساند کیویک، گاردرموئن اسلو، سولا استاوانگر، ورنس تروندهایم | ۱        |
| هواپیمایی اسکاندیناوی                                 | آلیکانته-الچه، کپنهاگ، گدایسک لخ والسا، منچستر، نیس کوت دازور، استکهلم-آرلاندا فصلی: بارسلونا-ال پرات، بیلاند، دوبروونیک، مالاگا، اسپلیت | ۲        |
| سوئیس اینترنشنال ایرلاینز اجرا توسط Helvetic Airways  | فصلی: زوریخ | 2        |
| ویولینگ                                               | بارسلونا-ال پرات | ۲        |
| ویدروئه                                               | ویگرا آلسوند، بودو، برونوی‌سوند، فلورو، فروده، برینگلند، هوگسوند، کریستیان‌ساند کیویک، کریستیانسوند کورنبرگت، آرو مولده، اندا سندن، سندفیورد، تورپ، گسترجین اسکین، سونگدل هاوکاسن، سولا استاوانگر، ترومسا، اورستا-وولدا | ۱        |
| ویدروئه                                               | آبردین | ۲        |
| ویز ایر                                               | بوداپست فرنک لیست، گدایسک لخ والسا، کاتوویتس، کاناس، ریگا، سولیدارنوشج شچچن-جولینیو، شوپن ورشو | ۲        |

^  Flights are routed Keflavik-Bergen-Stavanger-Keflavik and Keflavik-Bergen-Trondheim-Keflavik.